# Bitwa pod Szejnową
Bitwa pod Szejnową – starcie zbrojne, które miało miejsce pomiędzy 27–28 grudnia 1877 a 9 stycznia 1878 w czasie wojny rosyjsko-tureckiej (1877–1878) w rejonie na południe od przełęczy Szipka pod wsią Szejnowa pomiędzy wojskami tureckimi pod dowództwem Wessel-Paszy (ok. 30–35 tys. żołnierzy) a wojskami rosyjskimi pod dowództwem gen. F.F. Radeckiego (54 tys. żołnierzy).
Turcy zajmowali pozycje w górach na podejściach do przełęczy. Południowy oddział wojsk rosyjskich otrzymał zadanie przejścia przez Bałkany i natarcia na Kazanłyk i Adrianopol (obecnie Edirne w Turcji). W celu przejścia przez Bałkany Rosjanie wydzielili dwa oddziały: lewa kolumna pod dowództwem gen. Świetopełka-Mirskiego (ok. 24 tys. żołnierzy i 24 działa w tym batalion bułgarski) i prawa kolumna pod dowództwem gen. M.D Skobielewa (26,5 tys. żołnierzy i 14 dział, w tym pięć batalionów Bułgarów). Oddziały te posuwając się przez przełęcze miały od skrzydeł okrążyć siły Wessel-Paszy (23 tys. żołnierzy) na przełęczy Szipka. 
Natarcie rozpoczęto 24 grudnia (5 stycznia) i szło opornie, szczególnie w prawej kolumnie, ze względu na głębokie śniegi. 26 grudnia (7 stycznia) lewa kolumna doszła do obozu tureckiego, natomiast prawa 27/28 grudnia. Rankiem 28 grudnia (8 stycznia) lewa kolumna zaatakowała obóz ze wschodu i zajęła pierwszą linię umocnień, odpierając kontratak. Prawa kolumna nie mogąc się skoncentrować przed atakiem, przeprowadziła tylko działania demonstracyjne. 28 grudnia (9 stycznia) Turcy dwa razy kontratakowali lewą kolumnę, ale zostali odrzuceni, po czym wojska rosyjskie przeszły do ataku i zajęły miasto Szipka (na północny wschód od przełęczy) i pierwszą linię redut obronnych, podchodząc do obozu. Prawa kolumna przeszła do natarcia trochę później i podeszła do obozu z zachodu i także zajęła pierwszą linię redut obronnych. Okrążone wojska tureckie o godzinie piętnastej skapitulowały. Rosjanie wzięli do niewoli 22 tys. żołnierzy i 83 działa. Do niewoli dostał się Wessel-Pasza. Straty tureckie wyniosły ok. 4 tysiąca żołnierzy zabitych i rannych. Straty rosyjskie to ok. 5 tys. żołnierzy.
W wyniku bitwy została zdobyta i otwarta droga na Adrianopol.